# 彰化中興莊
彰化中興莊為彰化縣彰化市的一處舊眷村，其建立於1950年，住戶皆為山東省青島市保安旅高芳先將軍的子弟兵暨其眷屬。現今兩層樓的房舍為在1970年所改建。

## 歷史

### 軍隊史
在中國抗日戰爭期間，在青島嶗山將游擊隊改編為保安總隊，由高芳先（高華柱之父）擔任總隊長，戰後改編為保安旅，然後再改編為國軍19軍91師部隊，仍由高芳先將軍擔任師長。此部隊在1949年6月2日（是日為端午節）在青島和靈山島分別搭乘「渤海輪」和「利華輪」經海南島來臺灣。

### 駐紮彰化
其部隊與眷屬由高雄至彰化，軍隊暫時落腳於彰化中山國小、民生國小，眷屬則暫住在和美彰化糖廠的倉庫，1950年高芳先師長與彰化縣政府協商取得用地（今址），由師部出資及部隊工兵的協助下興建了110戶草房，取名為「中興新村」，1956年因臺灣省政府於南投建立中興新村而改名為「中興莊」，1959年八七水災後改建為磚造平房，1971年再由政府補助每戶五千元改建為二樓的建築。
2009年中興莊眷戶被安置到太極新村眷村改建的太極新村國宅，2010年彰化縣文化局將中興莊占地2公頃的土地和66幢眷村房舍登錄為彰化縣歷史建築，2021年再擴大改登錄為聚落建築群文化資產，未來將整修活化。

## 外部連結
- 國家文化資產網-彰化中興莊 （页面存档备份，存于）